# Naperville
Naperville est une ville américaine située en banlieue ouest de Chicago, à cheval sur les comtés de DuPage et de Will, dans l'État de l'Illinois. D'après le bureau du recensement des États-Unis, la population de la ville était de 149 540 personnes en 2020. C'est la quatrième ville la plus peuplée de l'État de l'Illinois, après Chicago, Aurora et Rockford. Elle fait partie de l'aire métropolitaine de Chicago.
La ville a été fondée en juillet 1831 par Joseph Naper (en), un armateur qui s'occupait de politique et d'affaires.

## Démographie
| Groupe            | Naperville | Illinois | États-Unis |
| ----------------- | ---------- | -------- | ---------- |
| Blancs            | 76,5       | 71,5     | 72,4       |
| Asiatiques        | 14,9       | 4,6      | 4,8        |
| Afro-Américains   | 4,7        | 14,6     | 12,6       |
| Métis             | 2,3        | 2,3      | 2,9        |
| Autres            | 1,5        | 6,7      | 6,4        |
| Amérindiens       | 0,2        | 0,3      | 0,9        |
| Total             | 100        | 100      | 100        |
|                   |            |          |            |
| Latino-Américains | 5,3        | 15,8     | 16,7       |

## Jumelages
La ville de Naperville est jumelée avec :
- Pátzcuaro (Mexique) depuis le 13 novembre 2010
- Nitra (Slovaquie) depuis le 17 novembre 1993

## Source
- (en) Cet article est partiellement ou en totalité issu de l’article de Wikipédia en anglais intitulé « Naperville, Illinois » (voir la liste des auteurs).

1. ↑  (en) « Naperville, IL Population - Census 2010 and 2000 », sur censusviewer.com.
2. ↑  (en) « Population of Illinois - Census 2010 and 2000 », sur censusviewer.com.
3. ↑  (en) « Sister Cities Commission », sur www.naperville.il.us (consulté le 20 avril 2018).